# Центр для Польши
Центр для Польши (пол. Centrum dla Polski) — польская правоцентристская политическая партия. С самого момента основания входит в состав Польской коалиции.

## История
Об основании партии 2 мая 2022 года заявили консервативно настроенные депутаты Сейма, избранными от Гражданской платформы во время конгресса Польской коалиции, проходящего в Рабштынском замке.
11 октября 2022 года партия была официально зарегистрирована.
11 марта 2023 года состоялся первый съезд партии, на котором Иренеуш Рась был избран председателем, а бывший министр культуры Польши Казимеж Михал Уяздовский главой политсовета партии. Почётными гостями съезда стали Владислав Косиняк-Камыш — лидер Польской народной партии, Эльжбета Бинчицкая — лидер Унии европейских демократов и бывший Президент Польши Бронислав Коморовский.

## Идеология
Партия является своеобразным «компромиссом» между консерваторами, либералами, христианскими демократами и националистами. По мнению журналистов, партия была искусственно создана Польской коалицией для привлечения консервативной молодёжи, недовольной политикой правящей партии «Право и справедливость».